# دانشگاه ایالتی سائوپائولو
دانشگاه ایالتی سائوپائولو ((UNESP) Universidade Estadual Paulista) یکی از شش دانشگاه دولتی سائوپائولو برزیل است. UNESP بخشی از سیستم آموزش عالی ایالت و تنها عضو برزیلی دانشگاه‌های گروه کمپوستلا است.یکی از معدود دانشگاه‌های آمریکای لاتین است که دائماً به عنوان یکی از بهترین دانشگاه‌های جهان معرفی می‌شود. دانشگاه ایالتی سائوپائولو بیش از ۴۵۰۰ واحد دانشجویی و ۲۳ پردیس دارد. طبق اعلام رتبه‌بندی Universit Paulrio Folha که یکی از موسسات رتبه‌بندی دانشگاه‌های برتر محلی است، دانشگاه ایالتی سائو پائولو ششمین دانشگاه برتر برزیل در نظر گرفته شده‌است.

## رتبه‌بندی
طبق رتبه‌بندی دانشگاه جهانی QS در سال ۲۰۲۰، این دانشگاه پنجمین دانشگاه برتر برزیل و یازدهمین دانشگاه برتر آمریکای لاتین شناخته شده‌است و در رتبه‌بندی بریکس (BRICS) در رده ۲۹ قرار دارد و در بین دانشگاه‌های جهان نیز رتبه ۴۸۲ را از آن خود کرده‌است. همچنین در رتبه‌بندی مؤسسه تایمز در سال ۲۰۲۰ این دانشگاه در رده ۱۰۰۰–۸۰۱ دانشگاه‌های جهان قرار دارد.